# Dalrymple-Nationalpark
Der Dalrymple-Nationalpark (englisch Dalrymple National Park) ist ein 16,6 Quadratkilometer großer Nationalpark in Queensland, Australien.
Namensgebend für den Nationalpark war der Entdeckungsreisende George Dalrymple (1826–1876).

## Lage
Er befindet sich in der Region North Queensland und liegt 65 Kilometer südwestlich von Townsville und 40 Kilometer nördlich von Charters Towers. Von der Gregory Developmental Road zweigt auf der Höhe von Fletcher Creek Crossing eine unbefestigte Straßen ab, nach 2,5 Kilometern erreicht man den Parkeingang. In der Regenzeit zwischen November und März ist die Straße zeitweise gesperrt.
In der Nachbarschaft liegen die Nationalparks Pinnacles und Great Basalt Wall.

## Geschichte
Überreste der alten Stadt Dalrymple können am Westufer des Burdekin River besichtigt werden. Erbaut 1864, war es die erste Stadt im Landesinneren der früheren britischen Kolonie North Australia. Mit den Goldfunden am Cape River 1867 und am Gilbert River 1869 wuchs die Stadt von einem einfachen Zeltlager zu einer blühenden Stadt mit fünf Hotels und zahlreichen Geschäften. 1870 jedoch zerstörte eine Flut weite Teile der Stadt, dies und weitere Goldfunde in der Nähe von Ravenswood und Charters Towers sorgten für den Niedergang. 1901, 34 Jahre nach Gründung der Stadt, zeugten nur noch wenige Relikte, wie Friedhof, Zäune und alte Minenschächte, von ihrer Existenz.

## Landschaft
Der Dalrymple-Nationalpark wurde eingerichtet um bedeutende geologische Formationen, die vor 2,4 Millionen Jahren entstanden sind, zu schützen. In unmittelbarer Nachbarschaft findet sich hier Basalt, Kalkstein und Sandstein. Nördlich des Burdekin River erhebt sich der 380 Meter hohe Mount Keelbottom 130 Meter über das umliegende Flachland. Südwestlich des Flusses liegen drei Lavaströme, der jüngste geht auf die Eruption des Toomba-Vulkan vor 13.000 Jahren zurück, die beiden älteren Schichten lassen sich auf 1,3 Mio. bzw. 2,4 Mio. Jahre zurückdatieren. Einige der Bäche im Park, etwa der Fletcher und Lolworth Creek, haben sich tief durch die unterschiedlichen Gesteinsschichten gegraben. So finden sich an manchen Stellen Basaltsäulen am einen Ufer des Baches, am anderen 385 Millionen Jahre alter Korallenkalk mit zahlreichen Fossilien aus dem Devon.